# François de Bassompierre

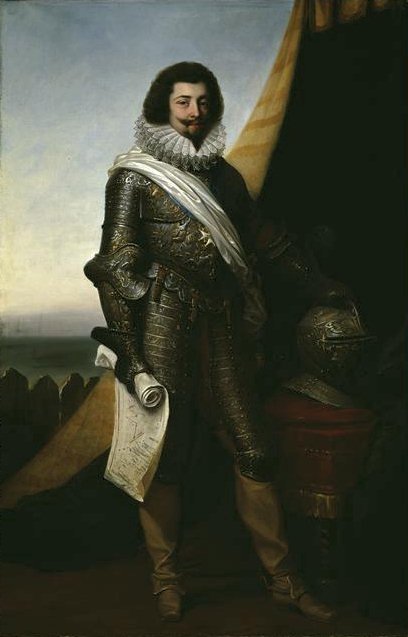
François de Bassompierre

François de Bassompierre, född 12 april 1579 och död 12 oktober 1646, var en fransk militär.
Bassompierre föddes i Lothringen och kom tidigt till Henrik IV:s hov, vann hans ynnest och blev 1610 överste. Av Maria av Medici utnämndes han 1614 till generalöverste för de schweiziska trupperna i fransk tjänst och lyckades senare även vinna Ludvig XIII:s gunst. 1621-26 fick Bassompierre flera diplomatiska uppdrag och blev 1622 marskalk av Frankrike. 1628 utmärkte han sig vid La Rochelles belägring och 1629 vid stormningen av passet vid Susa. Efter en brytning med Richelieu insattes Bassompierre 1631 på Bastiljen och frigavs först 1643. Under sin tid i fångenskapen skrev Bassopmierre sina memoarer, som dock är ganska otillförlitliga.